# Flexagon

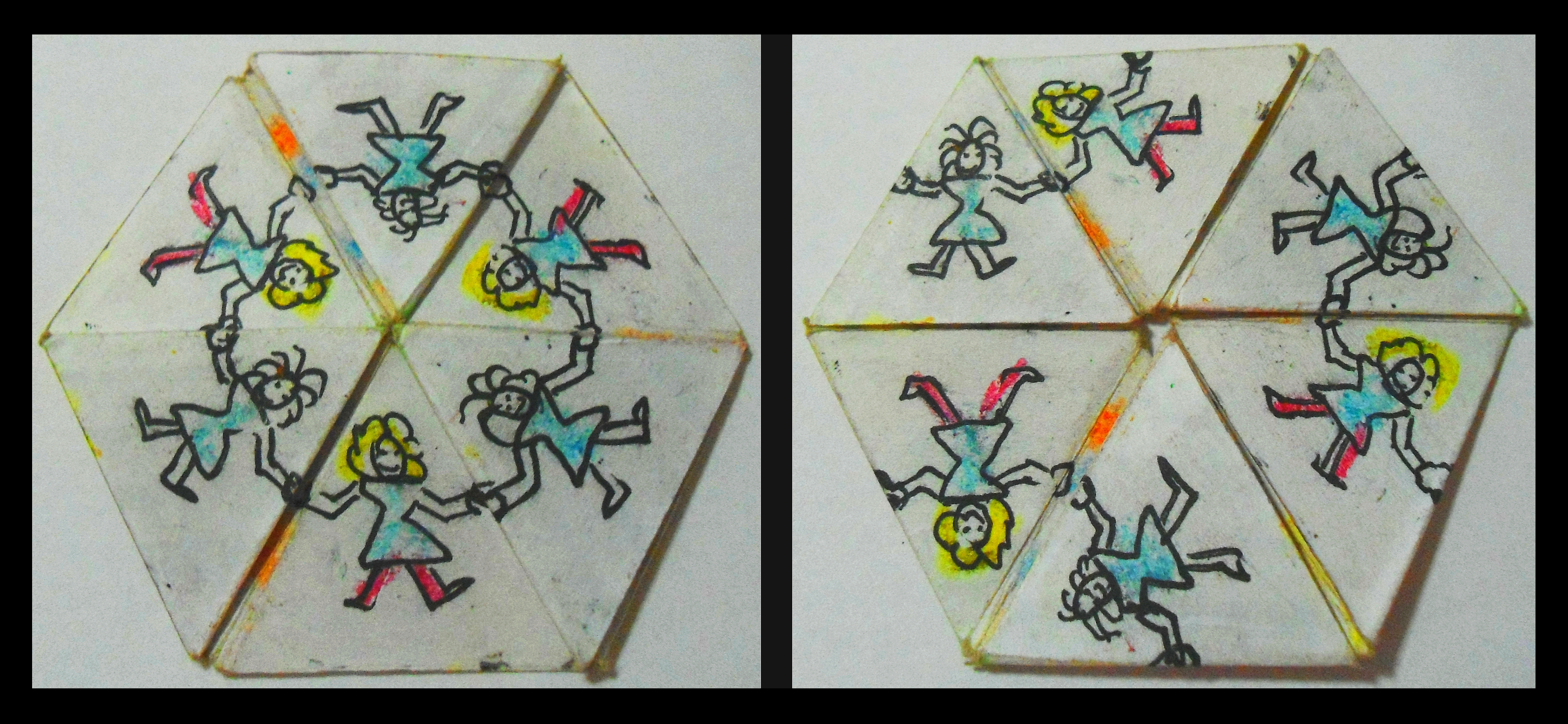
Un hexaflexagon, prezentînd aceeași față în două configurații diferite

În geometrie un flexagon este un model plan, construit de obicei prin plierea unei benzi de hârtie, model care pot fi flexat sau pliat în anumite moduri pentru a prezenta și alte fețe pe lângă cele două care erau inițial în față și pe verso.
Flexagoanele sunt de obicei pătrate sau dreptunghiulare (tetraflexagoane) sau hexagonale (hexaflexagoane). Un prefix poate fi adăugat la nume pentru a indica numărul de fețe pe care modelul le poate afișa, inclusiv cele două fețe (față și verso) care sunt vizibile înainte de flexare. De exemplu, un hexaflexagon cu un total de șase fețe se numește hexahexaflexagon.
În teoria hexaflexagonului (adică în cea despre flexagoanele cu șase laturi), flexagoanele sunt de obicei definite în termeni de „parcurs” (în engleză pats)”.
Două flexagoane sunt echivalente dacă unul poate fi transformat în celălalt printr-o serie de strângeri (împăturiri), deschideri și rotiri. Echivalența flexagoanelor este o relație de echivalență.

## Istoric

### Descoperire și prezentare
Descoperirea primului flexagon, un trihexaflexagon, este atribuită matematicianului britanic Arthur Harold Stone, în timp ce era student la Universitatea Princeton din Statele Unite în 1939. Foile de hârtie în format american nu încăpeau în dosarul său englezesc, așa că a tăiat capetele hârtiei și a început să le plieze în diferite forme. Una dintre acestea a format un trihexaflexagon. Colegii lui Stone, Bryant Tuckerman, Richard Feynman și John Tukey, au devenit interesați de idee și au format Comitetul de Flexagoane Princeton. Tuckerman a elaborat o metodă topologică, numită parcursul Tuckerman, pentru a prezenta toate fețele unui flexagon. Parcursul Tuckerman este o diagramă.
Flexagoanele au fost prezentate publicului larg de Martin Gardner în numărul din decembrie 1956 al revistei Scientific American într-un articol atât de bine primit încât a lansat coloana „Jocuri matematice” (în engleză Mathematical Games) a lui Gardner, coloană care a apărut apoi în revista respectivă în următorii douăzeci și cinci de ani. În 1974 magicianul Doug Henning a inclus un hexaflexagon construit pe cont propriu în înregistrarea originală a emisiunii sale de pe Broadway The Magic Show.

### Încercarea de valorificare comercială
În 1955, Russell Rogers și Leonard D'Andrea din Homestead, Pennsylvania au solicitat un brevet, iar în 1959 li s-a acordat brevetul american cu numărul 2.883.195 pentru hexahexaflexagon, sub titlul Changeable Amusement Devices and like (în română Dispozitive modificabile pentru distracție și altele asemenea). Brevetul lor descria posibile aplicații ale dispozitivului „ca jucărie, ca dispozitiv de afișare publicitară sau ca dispozitiv geometric educațional”. Câteva astfel de obiecte au fost produse de Herbick & Held Printing Company, compania de tipărire din Pittsburgh unde lucra Rogers, dar dispozitivul, comercializat sub denumirea „Hexmo”, nu a reușit să se impună.

## Variante

### Tetraflexagoane

#### Tritetraflexagon
Tritetraflexagonul este cel mai simplu tetraflexagon (flexagon cu laturi pătrate). „Tri” din nume înseamnă că are trei fețe, dintre care două sunt vizibile la un moment dat dacă flexagonul este aplatizat. Tritetraflexagonul are două capete, unde flexarea nu poate continua. Pentru a ajunge la o altă față trebuie fie să se flexeze înapoi, fie să se răstoarne flexagonul.
|                                                                             | |                                |
| Un tritetraflexagon poate fi pliat dintr-o bandă de hârtie așa cum se arată | Această figură are două fețe vizibile, construite din pătrate marcate cu A și B. Fața C-urilor este ascunsă în interiorul flexagonului | Parcursul tritetraflexagonului |

#### Hexatetraflexagon

Parcursul hexatetraflexagonului

Un hexatetraflexagon ciclic mai complicat nu necesită lipire. Un hexatetraflexagon ciclic nu are capete, iar cel care îl manevrează poate să-l plieze în continuare până ajunge în poziția inițială. Dacă părțile laterale sunt colorate după fiecare flexare, stările pot fi văzute mai clar. Spre deosebire de tritetraflexagon, la hexatetraflexagon nu este necesar să fie flexat înapoi.

### Hexaflexagoane
Hexaflexagoanele au multe variante, remarcându-se prin numărul de fețe care pot fi realizate prin flexarea figurii asamblate. De reținut că termenul de „hexaflexagon” (fără prefixe) se poate referi uneori la un hexahexaflexagon obișnuit, cu șase fețe.

#### Trihexaflexagon

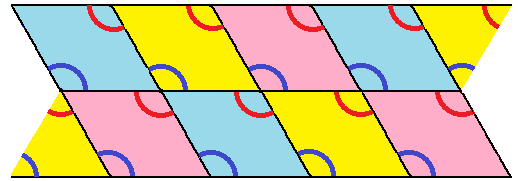
Acest model de trihexaflexagon prezintă 3 culori a 9 triunghiuri, imprimate pe o parte și apoi îndoite pe orizontală pentru a fi colorat pe ambele părți. Cele două triunghiuri galbene de la capete vor ajunge să fie lipite împreună. Arcele roșii și albastre sunt văzute ca cercuri întregi în interiorul unei fețe sau a alteia atunci când obiectul este flexat.

Un triflexagon cu trei fețe este cel mai simplu dintre hexaflexagonele de realizat și de gestionat și este realizat dintr-o singură bandă de hârtie, împărțită în nouă triunghiuri echilaterale. (Unele modele au zece triunghiuri, dintre care cele două din capete sunt lipite împreună la asamblarea finală.) 
Pentru asamblare, banda este pliată la fiecare al treilea triunghi, conectându-se înapoi cu ea însăși după trei inversări în maniera simbolului internațional al reciclării⁠(d). Acest lucru produce o bandă Möbius a cărei latură unică formează un nod de treflă.

#### Hexahexaflexagon
Acest hexaflexagon are șase fețe. Este alcătuit din nouăsprezece triunghiuri pliate dintr-o fâșie de hârtie.

O bandă de hârtie, împărțită în triunghiuri, care poate fi pliată într-un hexaflexagon

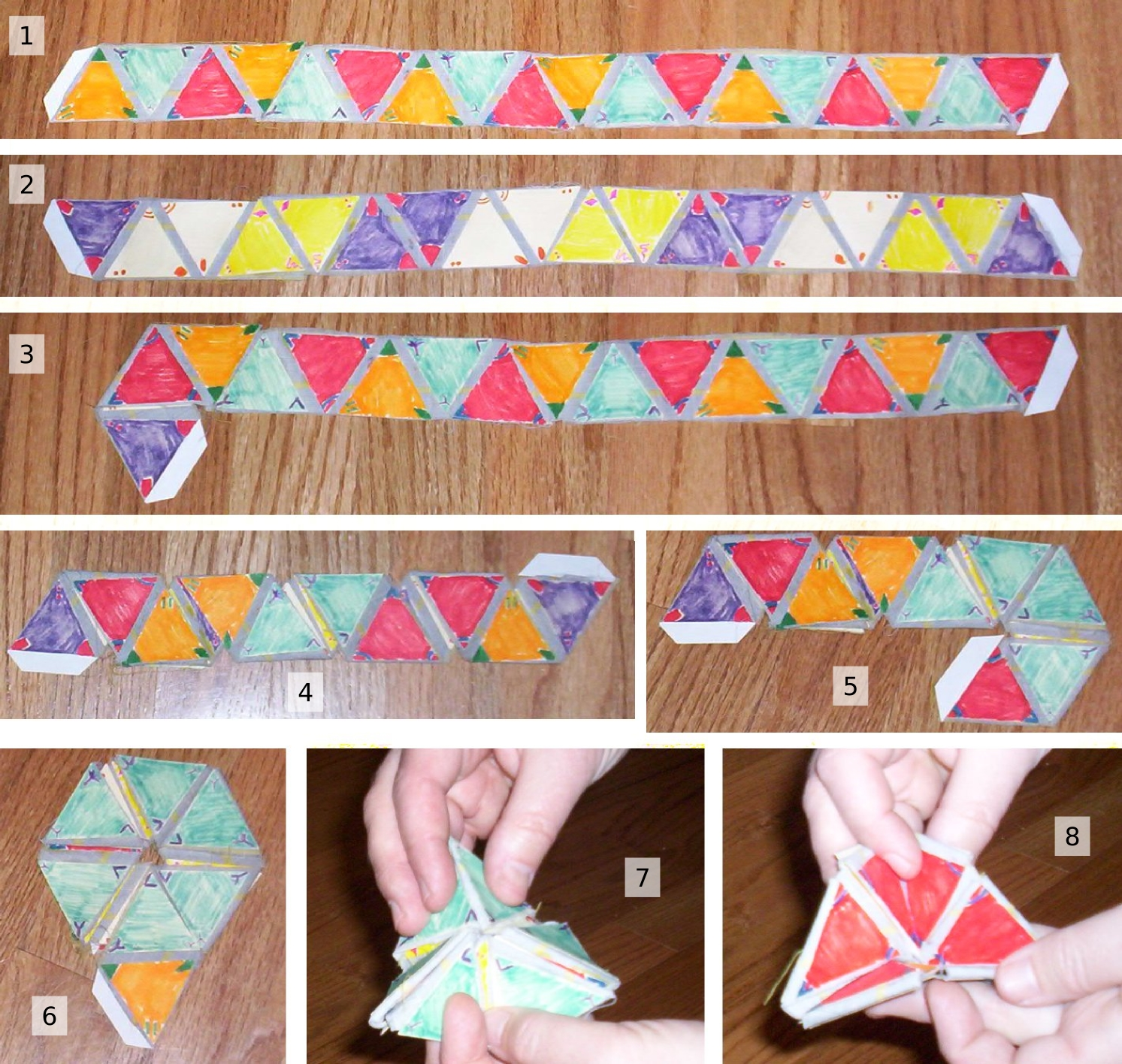
Figurile 1–6 arată construcția unui hexaflexagon realizat din triunghiuri de carton pe un suport realizat dintr-o bandă de pânză. A fost colorat cu șase culori; portocaliu, azuriu și roșu din figura 1 corespund cu 1, 2 și 3 din diagrama de mai sus. Partea opusă, figura 2, este decorată cu violet, gri și galben. De observat modelele diferite folosite pentru culorile pe cele două fețe. Figura 3 prezintă prima pliere, iar figura 4 rezultatul primelor nouă plieri, care formează o spirală. Figurile 5–6 arată plierea finală a spiralei pentru a forma un hexagon; în 5, două fețe roșii au fost ascunse de o pliere spre privitor, iar în 6, două fețe roșii de pe partea inferioară au fost ascunse de o pliere spre suport. După figura 6, triunghiul liber final este pliat și atașat la celălalt capăt al benzii originale, astfel încât o parte să fie toată albastră, iar cealaltă toată portocalie.
Figurile 7 și 8 arată procesul de manevrare a hexaflexagonului pentru a arăta triunghiurile roșii ascunse anterior. Prin alte flexări toate cele șase culori pot fi expuse.

Odată asamblat, fețele 1, 2 și 3 sunt mai ușor de expus decât fețele 4, 5 și 6.
Un mod simplu de a expune toate cele șase fețe este utilizarea parcursului Tuckerman, numită după Bryant Tuckerman, unul dintre primii care a investigat proprietățile hexaflexagoanelor. Parcursul Tuckerman implică flexarea (strîngerea și deschiderea) repetată unui aceluiași colț până când colțul refuză să se deschidă, apoi mutarea la colțul adiacent tot în același sens și continuarea flexării. Această procedură vă avea un ciclu de 12 fețe. În timpul acestei proceduri fețele 1, 2 și 3 apar de trei ori mai des decât 4, 5 și 6. Ciclul decurge după cum urmează:
1 → 3 → 6 → 1 → 3 → 2 → 4 → 3 → 2 → 1 → 5 → 2
și se ajunge din nou la 1.
De asemenea, fiecare față poate fi expusă în mai multe moduri. De exemplu în figura 6 fiecare triunghi albastru are în centru colțul său marcat cu un „V”, dar este și posibil să se facă să vină în centru colțurile marcate cu „Y”. Există 18 astfel de configurații posibile pentru triunghiuri de culori diferite și în teorie pot fi văzute prin flexarea hexahexaflexagonului în toate modurile posibile, dar numai 15 configurații pot fi flexate la hexahexaflexagonul obișnuit. Cele 3 configurații suplimentare sunt imposibile datorită aranjamentului celor 4, 5 și 6 fețe pe partea din spate. (Unghiurile de 60 de grade din romburile formate de triunghiurile adiacente în fețele 4, 5 sau 6 vor apărea doar pe părțile laterale și nu vor apărea niciodată în centru, deoarece ar fi nevoie de o manevră de tăiere a benzii, ceea ce este interzis topologic.) 
Hexahexaflexagooanele pot fi construite din diferite forme de rețele de optsprezece triunghiuri echilaterale. Un hexahexaflexagon, construit dintr-o bandă de hârtie neregulată, este aproape identic cu cel prezentat mai sus, cu excepția faptului că în această versiune toate cele 18 configurații pot fi flexate.

#### Alte hexaflexagoane
În timp ce hexaflexagoanele cel mai frecvent întâlnite au trei sau șase fețe, există variante cu orice număr de fețe. Benzile drepte produc hexaflexagoane cu un număr de fețe multiplu de trei. Alte numere se obțin din benzi care nu sunt drepte, adică benzi drepte cu unele îmbinări pliate și eliminând unele fețe. Multe benzi pot fi pliate în moduri diferite, producând diferite hexaflexagoane, cu parcursuri de pliere diferite.

### Flexagoane de ordin superior

#### Octoflexagonul dreptunghic și dodecaflexagonul dreptunghic
În aceste flexagoane descoperite mai recent, fiecare față triunghiulară pătrată sau echilaterală a unui flexagon convențional este împărțită în continuare în două triunghiuri dreptunghice, permițând moduri suplimentare de flexare. Divizarea fețelor pătrate ale tetraflexagoanelor în triunghiuri isoscele drepte dă octoflexagoanele, iar divizarea fețelor triunghiulare ale hexaflexagoanelor în triunghiuri dreptunghice cu unghiurile de 30°, 60° și 90° dă dodecaflexagoanele.

#### Pentaflexagonul și decaflexagonul dreptunghic
În starea sa aplatizată, pentaflexagonul seamănă mult ca sigla Chrysler: un pentagon regulat divizat la centru în cinci triunghiuri isoscele cu unghiurile de 72°, 54° și 54°. Datorită simetriei sale cu cinci poziții, pentaflexagonul nu poate fi pliat în jumătate. Totuși, o serie complexă de flexări are ca rezultat transformarea sa de la afișarea fețelor 1 și 2 pe față și din spate, la afișarea fețelor 3 și 4, anterior ascunse.
Prin divizarea în continuare a triunghiurilor 72°, 54° și 54° ale pentaflexagonului în triunghiuri dreptunghiulare cu unghiurile de 36°, 54° și 90° se produce o variantă a decaflexagonului cu 10 fețe.

#### n-flexagoane isoscele generalizate
Pentaflexagonul este unul dintr-o succesiune infinită de flexagoane bazată pe împărțirea unui n-gon regulat în n triunghiuri isoscele. Alte flexagoane cuprind heptaflexagonul, octoflexagonul isoscel, eneaflexagonul, și altele.

#### Pentaflexagonul neplanar și heptaflexagonul neplanar
Harold V. McIntosh descrie flexagoanele „neplanare” (adică, cele care nu pot fi îndoite astfel încât să fie aplatizate); cele pliate din pentagoane, numite pentaflexagoane, și din heptagoane, numite heptaflexagoane. Acestea ar trebui să fie deosebite de pentaflexagoanele și heptaflexagoanele „obișnuite” descrise mai sus, care sunt alcătuite din triunghiuri isoscele și pot fi aplatizate.